# Associação Social Esportiva Índios Guarus 2023-2024
Questa voce raccoglie le informazioni riguardanti l'Associação Social Esportiva Índios Guarus nella stagione 2023-2024.

## Stagione
L'Associação Social Esportiva Índios Guarus utilizza la denominazione sponsorizzata Vedacit/Vôlei Guarulhos nella stagione 2023-24.
Partecipa al suo quarto campionato di Superliga Série A, ottenendo un quarto posto in regular season: ai play-off scudetto supera in tre gare il Minas ai quarti di finale, prima di essere estromesso dalla corsa al titolo dal BVC nel corso delle semifinali, ottenendo un terzo posto finale. In Coppa del Brasile, invece, si spinge fino ala finale, eliminando Minas e BVC, prima di essere sconfitto dal Sada.
In ambito locale conquista invece il primo titolo della propria storia, vincendo il Campionato Paulista, superando in finale il Suzano.

## Organigramma societario
Area direttiva
- Presidente: Anderson Marsili

Area medica
- Presidente: Aridone Borgonovo

Area tecnica
- Allenatore: Nery Tambeiro
- Secondo allenatore: Flávio Tavares
- Assistente allenatore: João Silva
- Preparatore atletico: Eduardo Gomes

## Rosa
| N° | Nome               | Ruolo | Data di nascita   | Nazionalità sportiva |
| -- | ------------------ | ----- | ----------------- | -------------------- |
| 1  | Leonardo Leodolter | O     | 9 agosto 2002     | Brasile              |
| 2  | Filipe Barbosa     | L     | 15 luglio 1992    | Brasile              |
| 3  | Danthon Todt       | L     | 13 giugno 2003    | Brasile              |
| 4  | Franco Paese       | O     | 1º marzo 1990     | Brasile              |
| 5  | Sandro de Carvalho | P     | 4 febbraio 1981   | Brasile              |
| 7  | Everaldo da Silva  | P     | 28 maggio 1985    | Brasile              |
| 8  | Willian Doardo     | S     | 22 aprile 1997    | Brasile              |
| 9  | Renato Russomanno  | S     | 5 gennaio 1983    | Brasile              |
| 10 | Victor Araújo      | C     | 14 maggio 1996    | Brasile              |
| 11 | Gabriel Bertolini  | C     | 20 agosto 1997    | Brasile              |
| 12 | Matheus da Cunda   | C     | 1º dicembre 1991  | Brasile              |
| 13 | Charles Damin      | C     | 10 settembre 2004 | Brasile              |
| 14 | Anderson Júnior    | S     | 15 dicembre 1997  | Brasile              |
| 15 | Yago Camargo       | S     | 9 maggio 2004     | Brasile              |
| 16 | Lucaian Pereira    | S     | 24 settembre 1996 | Brasile              |
| 17 | Celso da Silva     | P     | 13 marzo 1995     | Brasile              |
| 18 | Matheus Celestino  | S     | 26 agosto 1998    | Brasile              |
| 20 | Leandro Piconi     | C     | 24 febbraio 2005  | Brasile              |

## Mercato
| Acquisti | Acquisti           | Acquisti         | Acquisti   |
| R.       | Nome               | da               | Modalità   |
| -------- | ------------------ | ---------------- | ---------- |
| C        | Gabriel Bertolini  | Sporting Lisbona | definitivo |
| P        | Everaldo da Silva  | BVC              | definitivo |
| C        | Charles Damin      | Apaavôlei        | definitivo |
| S        | Willian Doardo     | Al-Jazira        | definitivo |
| S        | Matheus Celestino  | Suzano           | definitivo |
| O        | Leonardo Leodolter | Niterói          | definitivo |
| S        | Lucaian Pereira    | AEESB            | definitivo |

- Leandro Piconi, C, è stato promosso dal settore giovanile;
- Danthon Todt, L, è stato promosso dal settore giovanile.

| Cessioni | Cessioni              | Cessioni          | Cessioni   |
| R.       | Nome                  | a                 | Modalità   |
| -------- | --------------------- | ----------------- | ---------- |
| O        | Gabriel Armanelli     | AEESB             | definitivo |
| P        | Gustavo Cardoso       | Amigos do Vôlei   | definitivo |
| L        | Pedro Cortal          | -                 | ritirato   |
| S        | João Pedro de Almeida | ?                 | definitivo |
| S        | Lucas Figueiredo      | ABCD              | definitivo |
| S        | Lucas Lóh             | Minas             | definitivo |
| S        | Deivid Mota           | Academia do Vôlei | definitivo |
| C        | Rômulo Silva          | Vôlei Pró         | definitivo |
| S        | Felipe Varela         | Academia do Vôlei | definitivo |

## Risultati

### Superliga Série A

#### Girone di andata
| 1ª giornata - 12 novembre 2023 Arena Suzano, Suzano                            | Suzano            | 3 - 2 | Índios Guarus   | 25-21, 22-25, 23-25, 25-18, 15-13 |
| 2ª giornata - 17 novembre 2023 Ginásio Ponte Grande, Guarulhos                 | Índios Guarus     | 1 - 3 | Amigos do Vôlei | 25-22, 21-25, 23-25, 16-25        |
| 3ª giornata - 2 dicembre 2023 Ginásio Sebastião Cruz, Blumenau                 | APAN              | 2 - 3 | Índios Guarus   | 25-22, 25-20, 21-25, 21-25, 11-15 |
| 4ª giornata - 23 novembre 2023 Ginásio Ponte Grande, Guarulhos                 | Índios Guarus     | 0 - 3 | Sada            | 18-25, 18-25, 21-25               |
| 5ª giornata - 5 dicembre 2023 Centreventos Cau Hansen, Joinville               | Norte Catarinense | 0 - 3 | Índios Guarus   | 23-25, 28-30, 14-25               |
| 6ª giornata - 12 dicembre 2023 Ginásio Municipal Tancredo Neves, Montes Claros | AEESB             | 0 - 3 | Índios Guarus   | 21-25, 27-29, 19-25               |
| 7ª giornata - 17 dicembre 2023 Ginásio Poliesportivo Raul Belém, Uberlândia    | Academia do Vôlei | 1 - 3 | Índios Guarus   | 21-25, 28-26, 23-25, 25-27        |
| 8ª giornata - 23 dicembre 2023 Ginásio Ponte Grande, Guarulhos                 | Índios Guarus     | 3 - 1 | Minas           | 22-25, 25-22, 27-25, 25-17        |
| 9ª giornata - 8 gennaio 2024 Ginásio Ponte Grande, Guarulhos                   | Índios Guarus     | 0 - 3 | Sesi            | 15-25, 19-25, 26-28               |
| 10ª giornata - 12 gennaio 2024 Ginásio do Taquaral, Campinas                   | BVC               | 1 - 3 | Índios Guarus   | 17-25, 23-25, 41-39, 20-25        |
| 11ª giornata - 16 gennaio 2024 Ginásio Ponte Grande, Guarulhos                 | Índios Guarus     | 3 - 0 | ABCD            | 25-19, 25-16, 25-22               |

#### Girone di ritorno
| 12ª giornata - 21 gennaio 2024 Ginásio Ponte Grande, Guarulhos         | Índios Guarus   | 3 - 2 | Suzano            | 25-20, 23-25, 18-25, 25-21, 22-20 |
| 13ª giornata - 30 gennaio 2024 Farma Conde Arena, São José dos Campos  | Amigos do Vôlei | 1 - 3 | Índios Guarus     | 25-22, 28-30, 23-25, 21-25        |
| 14ª giornata - 4 febbraio 2024 Ginásio Ponte Grande, Guarulhos         | Índios Guarus   | 3 - 0 | APAN              | 25-23, 25-14, 25-16               |
| 15ª giornata - 10 febbraio 2024 Ginásio do Riacho, Belo Horizonte      | Sada            | 3 - 0 | Índios Guarus     | 25-18, 25-21, 25-21               |
| 16ª giornata - 19 febbraio 2024 Ginásio Ponte Grande, Guarulhos        | Índios Guarus   | 1 - 3 | Norte Catarinense | 21-25, 25-20, 18-25, 21-25        |
| 17ª giornata - 24 febbraio 2024 Ginásio Ponte Grande, Guarulhos        | Índios Guarus   | 3 - 1 | AEESB             | 25-19, 25-22, 23-25, 25-21        |
| 18ª giornata - 29 febbraio 2024 Ginásio Ponte Grande, Guarulhos        | Índios Guarus   | 3 - 0 | Academia do Vôlei | 25-19, 27-25, 25-21               |
| 19ª giornata - 7 marzo 2024 Arena Juscelino Kubitschek, Belo Horizonte | Minas           | 0 - 3 | Índios Guarus     | 20-25, 20-25, 18-25               |
| 20ª giornata - 16 marzo 2024 Ginásio Paulo Skaf, Bauru                 | Sesi            | 3 - 1 | Índios Guarus     | 25-21, 25-22, 23-25, 25-23        |
| 21ª giornata - 22 marzo 2024 Ginásio Ponte Grande, Guarulhos           | Índios Guarus   | 3 - 0 | BVC               | 32-30, 25-21, 25-23               |
| 22ª giornata - 27 marzo 2024 Ginásio General Mário Brum, Uberlândia    | ABCD            | 3 - 0 | Índios Guarus     | 25-21, 25-22, 25-19               |

#### Play-off scudetto
| Quarti di finale (gara 1) - 1º aprile 2024 Ginásio Ponte Grande, Guarulhos           | Índios Guarus | 1 - 3 | Minas         | 29-27, 23-25, 20-25, 30-32        |
| Quarti di finale (gara 2) - 5 aprile 2024 Arena Juscelino Kubitschek, Belo Horizonte | Minas         | 1 - 3 | Índios Guarus | 19-25, 22-25, 25-23, 19-25        |
| Quarti di finale (gara 3) - 10 aprile 2024 Ginásio Ponte Grande, Guarulhos           | Índios Guarus | 3 - 0 | Minas         | 25-19, 25-18, 25-22               |
| Semifinali (gara 1) - 14 aprile 2024 Farma Conde Arena, São José dos Campos          | Índios Guarus | 2 - 3 | BVC           | 22-25, 25-23, 25-17, 17-25, 10-15 |
| Semifinali (gara 2) - 19 aprile 2024 Ginásio do Taquaral, Campinas                   | BVC           | 3 - 0 | Índios Guarus | 25-21, 25-22, 32-30               |

### Coppa del Brasile
| Quarti di finale - 25 gennaio 2024 Ginásio Arnaldo José Celeste, Guarulhos | Índios Guarus | 3 - 1 | Minas         | 19-25, 25-19, 25-23, 25-23        |
| Semifinale - 9 marzo 2024 Arena Multiuso, São José                         | BVC           | 2 - 3 | Índios Guarus | 26-24, 25-19, 19-25, 22-25, 12-15 |
| Finale - 10 marzo 2024 Arena Multiuso, São José                            | Índios Guarus | 0 - 3 | Sada          | 23-25, 18-25, 17-25               |

## Statistiche

### Statistiche di squadra
| Competizione      | Punti | In casa | In casa | In casa | In trasferta | In trasferta | In trasferta | Totale | Totale | Totale |
| Competizione      | Punti | G       | V       | P       | G            | V            | P            | G      | V      | P      |
| ----------------- | ----- | ------- | ------- | ------- | ------------ | ------------ | ------------ | ------ | ------ | ------ |
| Superliga Série A | 41    | 14      | 8       | 6       | 13           | 8            | 5            | 27     | 16     | 11     |
| Coppa del Brasile | -     | 1       | 1       | 0       | 0            | 0            | 0            | 3      | 2      | 1      |
| Totale            | -     | 15      | 9       | 6       | 13           | 8            | 5            | 30     | 18     | 12     |

### Statistiche dei giocatori
| Giocatore      | Superliga Série A | Superliga Série A | Superliga Série A | Superliga Série A | Superliga Série A |
| Giocatore      | P                 | PT                | AV                | MV                | BV                |
| -------------- | ----------------- | ----------------- | ----------------- | ----------------- | ----------------- |
| V. Araújo      | 27                | 165               | 127               | 34                | 4                 |
| F. Barbosa     | 27                | 0                 | 0                 | 0                 | 0                 |
| G. Bertolini   | 25                | 182               | 129               | 27                | 26                |
| Y. Camargo     | 1                 | 0                 | 0                 | 0                 | 0                 |
| M. Celestino   | 27                | 273               | 242               | 14                | 18                |
| M. da Cunda    | 25                | 110               | 76                | 31                | 3                 |
| C. da Silva    | 2                 | 0                 | 0                 | 0                 | 0                 |
| E. da Silva    | 25                | 0                 | 0                 | 0                 | 0                 |
| C. Damin       | 0                 | 0                 | 0                 | 0                 | 0                 |
| S. de Carvalho | 27                | 27                | 7                 | 17                | 3                 |
| W. Doardo      | 27                | 320               | 278               | 24                | 18                |
| A. Júnior      | 0                 | 0                 | 0                 | 0                 | 0                 |
| L. Leodolter   | 18                | 21                | 19                | 1                 | 1                 |
| F. Paese       | 23                | 356               | 319               | 26                | 11                |
| L. Pereira     | 26                | 118               | 105               | 8                 | 5                 |
| L. Piconi      | 0                 | 0                 | 0                 | 0                 | 0                 |
| R. Russomanno  | 23                | 21                | 20                | 0                 | 1                 |
| D. Todt        | 2                 | 0                 | 0                 | 0                 | 0                 |

P = presenze; PT = punti totali; AV = attacchi vincenti; MV = muri vincenti; BV = battute vincenti

NB: Non sono disponibili i dati relativi alla Coppa del Brasile e, di conseguenza, quelli totali.